# Сабионе ди Чере Марабино (Ређо Емилија)
Сабионе ди Чере Марабино је насеље у Италији у округу Ређо Емилија, региону Емилија-Ромања.
Према процени из 2011. у насељу је живело 67 становника. Насеље се налази на надморској висини од 700 м.